# Bishui (köpinghuvudort i Kina, Heilongjiang Sheng, lat 52,12, long 123,67)
Bishui (kinesiska: 碧水, 碧水镇) är en köpinghuvudort i Kina. Den ligger i provinsen Heilongjiang, i den nordöstra delen av landet, omkring 740 kilometer norr om provinshuvudstaden Harbin. Antalet invånare är 9 652. Befolkningen består av 4 641 kvinnor och 5 011 män. Barn under 15 år utgör 8,0 %, vuxna 15-64 år 81 %, och äldre över 65 år 10,0 %.
Trakten runt Bishui är nära nog obefolkad, med mindre än två invånare per kvadratkilometer. Det finns inga andra samhällen i närheten. I omgivningarna runt Bishui växer i huvudsak blandskog.